# Kira Marie Peter-Hansen
Kira Marie Peter-Hansen (ur. 23 lutego 1998 we Frederiksbergu) – duńska polityk, posłanka do Parlamentu Europejskiego IX i X kadencji.

## Życiorys
Podjęła studia ekonomiczne na Uniwersytecie Kopenhaskim. Zaangażowała się w działalność polityczną w ramach  Socjalistycznej Partii Ludowej. W wyborach w 2019 kandydowała do Europarlamentu. W ramach swojego ugrupowania, któremu przypadły dwa mandaty w PE, uzyskała trzeci wynik. Bezpośrednio po wyborach Karsten Hønge oświadczył jednak, że nie obejmie swojego miejsca, pozostając członkiem Folketingetu. W konsekwencji Kira Marie Peter-Hansen uzyskała miejsce w PE IX kadencji. Stała się tym samym najmłodszą osobą w historii wybraną na eurodeputowaną. W 2024 została wybrana na kolejną kadencję Europarlamentu, uzyskując w Danii najlepszy indywidualny wynik.